# Вишу
Вишу (малаял. വിഷു) — индуистский праздник Нового года, первый день малаяламского календаря, отмечаемый в южноиндийских штатах Керала и Тамил-Наду, а также в регионе Тулу-Наду. В переводе с санскрита вишу означает «равный», так как этот день следует за весенним равноденствием по индийскому календарю. По григорианскому календарю Вишу, как правило, выпадает на 14 апреля. В Керале — это праздник сбора урожая. В этот день происходит переход Солнца из знака Рыб в знак Овна в индийской астрологии. Астрологически, Вишу — это первый день месяца медам и первый день нового года. Однако, официальный новый год в Керале празднуется в первый день месяца чингам (август — сентябрь).

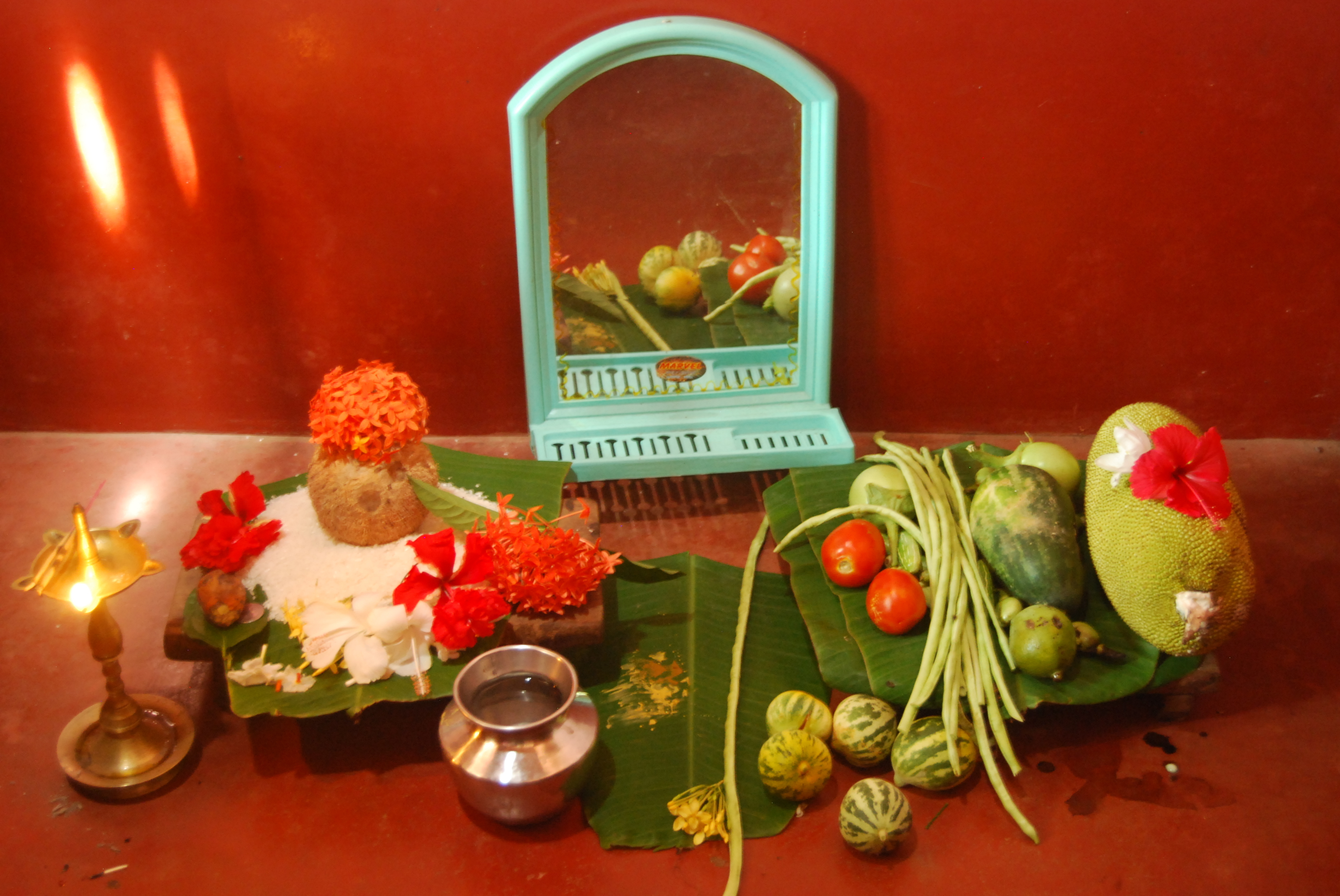
Bisu Kani

В этот день совершаются особые подношения индуистским божествам, называемые вишуккани (в переводе — «узренное первым»). Проводится специальная пуджа, в ходе которой, в бронзовых сосудах урули, предлагаются различные продукты: рис, льняная ткань, огурцы, листья бетеля, бетельные орехи, особые металлические зеркала, жёлтые цветы конна (Кассия трубчатая), священные тексты и монеты. Рядом с подношением ставится бронзовая лампа, называемая нилавилакку. Все приготовления производятся самой старшей женщиной в семье за ночь перед праздником. Согласно традиции, в день Вишу члены семьи пробуждаются на восходе солнца и идут в алтарную комнату с закрытыми глазами. Считается, что вишуккани должно быть первым, что предстанет перед глазами в новом году. Затем наиболее благоприятным считается чтение отрывков из «Рамаяны». Индуисты верят, что содержание открытой наугад страницы в какой-то мере предскажет события начинающегося года. Множество индуистов в этот день совершают паломничество в основные храмы Кералы — храм Айяппы в Сабаримале и храм Кришны в Гуруваюре с целью обозреть там утреннее подношение вишуккани.
Неотъемлемой частью празднования Вишу также являются фейерверки. Люди в этот день надевают новые одежды и старшие члены семьи раздают деньги своим детям и слугам. Подаваемые в этот день угощенья состоят примерно из равного количества солёной, сладкой, кислой и горькой пищи. Одним из блюд является вепампурасам, приготовленное из горьких листьев нима и зелёных манго.